# Karen (Vorname)
Karen ist ein vorrangig für Frauen genutzter Vorname. Einzig in Armenien ist Karen ein männlicher Vorname. Es handelt sich um die dänische, später auch englische Variante von Katharina (von griechisch die Reine).
Karen wird sehr häufig im angelsächsischen und skandinavischen Raum verwendet. In Japan hat er sich ebenfalls zu einem gebräuchlichen Vornamen entwickelt.
Seit den 2000er Jahren hat sich in den USA der Name Karen als populärer Sammelbegriff für überheblich-aggressive, beschwerdefreudige und zumeist weiße Frauen des Mittelstandes entwickelt.

## Namensträgerinnen

### A
- Karen Aardal (* 1961), norwegische und niederländische angewandte Mathematikerin und theoretische Informatikerin
- Karen Ackoff (* 1954), US-amerikanische Professorin
- Karen Addison (* 1970), schottische Curlerin
- Karen Akers (* 1945), amerikanische Schauspielerin und Sängerin
- Karen Allen (* 1951), US-amerikanische Schauspielerin
- Karen Armstrong (* 1944), britische Religionswissenschaftlerin
- Karen Denise Aubert (* 1978), US-amerikanische Schauspielerin
- Karen Austin (* 1955), US-amerikanische Schauspielerin

### B
- Karen Barad (* 1956), US-amerikanische Physikerin und Philosophin
- Karen Bardsley (* 1984), englische Fußballspielerin
- Karen Barritza (* 1992), dänische Tennisspielerin
- Karen Bass (* 1953), US-amerikanische Politikerin
- Karen Baumeister (* 1965), deutsche Volleyballspielerin
- Karen Black (1939–2013), US-amerikanische Schauspielerin
- Karen Bliss (* 1963), US-amerikanische Radrennfahrerin
- Karen Blixen (1885–1962), dänische Schriftstellerin
- Karen Böhne (* 1963), deutsche Schauspielerin
- Karen Borca (* 1948), US-amerikanische Fagottistin
- Karen Brødsgaard (* 1978), dänische Handballspielerin
- Karen Budge (* 1949), US-amerikanische Skirennläuferin
- Karen Buse (* 1953), deutsche Juristin

### C
- Karen Carney (* 1987), englische Fußballspielerin
- Karen Carpenter (1950–1983), US-amerikanische Sängerin
- Karen Casey (1956–2021), australische Künstlerin
- Karen Cellini (* 1958), US-amerikanische Schauspielerin
- Karen Chapman (* 1959), britische Badmintonspielerin
- Karen Cheryl (* 1955), französische Sängerin, Schauspielerin und Moderatorin
- Karen Clark (* 1945), US-amerikanische Politikerin
- Karen Cliche (* 1976), kanadische Schauspielerin
- Karen Corr (* 1969), nordirische Snooker- und Poolbillardspielerin

### D
- Karen Dalton (1937–1993), US-amerikanische Sängerin
- Karen Damen (* 1974), belgische Sängerin
- Karen David (* 1979), britisch-kanadische Schauspielerin
- Karen Davis (1944–2023), US-amerikanische Tierrechtsaktivistin, Dozentin und Autorin
- Karen De Pastel (* 1949), US-amerikanisch-österreichische Musikerin
- Karen Lynne Deal (* 1957), US-amerikanische Dirigentin
- Karen Dolva (* 1990), Unternehmerin
- Karen Dotrice (* 1955), britische Schauspielerin
- Karen Duve (* 1961), deutsche Schriftstellerin

### E
- Karen Ellemann (* 1969), dänische Politikerin

### F
- Karen-Susan Fessel (* 1964), deutsche Schriftstellerin
- Karen Foo Kune (* 1982), mauritische Badmintonspielerin
- Karen Forkel (* 1970), deutsche Leichtathletin
- Karen Fredersdorf (1892–1985), deutsche Sängerin und Schauspielerin
- Karen Friesicke (1962–2015), deutsche Schauspielerin

### G
- Karen Gillan (* 1987), schottische Schauspielerin
- Karen Gillon (* 1967), schottische Politikerin
- Karen Gloy (* 1941), deutsche Philosophin
- Karen Grassle (* 1942), US-amerikanische Schauspielerin
- Karen Grønn-Hagen (1903–1982), norwegische Politikerin

### H
- Karen Hækkerup (* 1974), dänische Politikerin
- Karen Hagemann (* 1955), deutsche Historikerin
- Karen Harup (1924–2009), dänische Schwimmerin
- Karen Haude, deutsche Hockeyspielerin
- Karen Heinrich (* 1968), deutsche Handballspielerin
- Karen Heinrichs (* 1974), deutsche Hörfunk- und Fernsehmoderatorin
- Karen Hempel (* 1971), deutsche Schauspielerin
- Karen Hernández (* 1994), mexikanische Fußballschiedsrichterin
- Karen Hoff (1921–2000), dänische Kanutin
- Karen Holdsworth (1960–2013), britische Marathonläuferin
- Karen Holliday (* 1966), neuseeländische Rennradfahrerin
- Karen Horn (* 1966), deutsche Journalistin
- Karen Horney (1885–1952), deutsche Psychoanalytikerin
- Karen Elliott House (* 1947), US-amerikanische Journalistin
- Karen Hughes (* 1956), US-amerikanische Politikerin

### J
- Karen Jansen (* 1971), deutsche Kinderschauspielerin
- Karen Jeppe (1876–1935), dänische Missionarin
- Karen Jespersen (* 1947), dänische Politikerin
- Karen Jupp (* 1966), australische Badmintonspielerin

### K
- Karen Kain (* 1951), kanadische Balletttänzerin
- Karen Kamensek (* 1970), US-amerikanische Dirigentin
- Karen Knútsdóttir (* 1990), isländische Handballspielerin
- Karen Köhler (* 1974), deutsche Autorin und Schauspielerin
- Karen Koop (* 1944), deutsche Politikerin
- Karen Korfanta (* 1945), US-amerikanische Skirennläuferin
- Karen Krantzcke (1947–1977), australische Tennisspielerin
- Karen Krauß (* 1964), deutsche Juristin
- Karen Kurreck (* 1962), US-amerikanische Radrennfahrerin

### L
- Karen Lachmann (1916–1962), dänische Fechterin
- Karen Lafferty (* 1948), US-amerikanische Sängerin und Musiklehrerin
- Karen Lancaume (1973–2005), französische Schauspielerin
- Kerrin Lee-Gartner (* 1966), kanadische Skirennfahrerin
- Karen Lißon (* 1991), deutsche Volleyballspielerin

### M
- Karen Magnussen (* 1952), kanadische Eiskunstläuferin
- Karen Mantler (* 1966), US-amerikanische Jazzmusikerin
- Karen Markwardt (* 1974), deutsche Reporterin und Moderatorin
- Karen McCarthy (1947–2010), US-amerikanische Politikerin
- Karen McCombie (* 1963), schottische Autorin
- Karen McDougal (* 1971), US-amerikanisches Fotomodell und Schauspielerin
- Karen Meffert (1927–2010), Schweizer Moderatorin
- Karen Moe (* 1952), US-amerikanische Schwimmerin
- Karen Mok (* 1970), chinesische Sängerin und Schauspielerin
- Karen Moncrieff (* 1963), US-amerikanische Schauspielerin
- Karen Marie Moning (* 1964), US-amerikanische Autorin
- Karen Rigmor Moritz (1913–2024), dänische Altersrekordlerin
- Karen Morley (1909–2003), US-amerikanische Schauspielerin
- Karen Muir (1952–2013), südafrikanische Schwimmerin
- Karen Mulder (* 1970), niederländisches Mannequin, Fotomodell und Schauspielerin
- Karen-Lise Mynster (* 1952), dänische Schauspielerin

### N
- Karen Lujean Nyberg (* 1969), US-amerikanische Astronautin

### O
- Karen Marie Ørsted (* 1988), dänische Sängerin, siehe MØ

### P
- Karen Parshall (* 1955), US-amerikanische Mathematikhistorikerin
- Karen Percy (* 1966), kanadische Skirennläuferin
- Karen Persyn (* 1983), belgische Skirennläuferin
- Karen Phillips (* 1966), australische Schwimmerin
- Caren Pfleger (1942–2019), deutsche Modedesignerin und ehemaliges Mannequin
- Karen Piepenbrink (* 1969), deutsche Althistorikerin
- Karen Pryor (1932–2025), US-amerikanische Tiertrainerin
- Karen Putzer (* 1978), italienische Skirennläuferin

### R
- Karen Rose (* 1964), US-amerikanische Autorin
- Karen Russell (* 1981), US-amerikanische Schriftstellerin

### S
- Karen Schacht (1900–1987), deutsche Malerin
- Karen Schmeer (1970–2010), US-amerikanische Filmeditorin
- Karen Schönwälder (* 1959), deutsche Publizistin
- Karen Senior (* 1956), irische Tischtennisspielerin
- Karen Stemmle (* 1964), kanadische Skirennläuferin
- Karen Susman (* 1942), US-amerikanische Tennisspielerin

### T
- Karen Traviss (* ?), englische Romanautorin

### W
- Karen Webb (* 1971), deutsche Fernsehmoderatorin

### Y
- Karen Tei Yamashita (* 1951), US-amerikanische Schriftstellerin japanischer Abstammung
- Karen Young (* 1958), US-amerikanische Schauspielerin

### Z
- Karen Zapata (* 1982), peruanische Schachspielerin

## Namensträger
- Karen Asrjan (1980–2008), armenischer Schachspieler
- Karen Chatschanow (* 1996), russischer Tennisspieler
- Karen Chatschaturjan (1920–2011), armenisch-russischer Komponist
- Karen Demirtschjan (1932–1999), armenischer Politiker
- Karen Dochojan (* 1976), armenischer Fußballspieler
- Karen Grigorjan (1947–1989), sowjetischer Schachspieler
- Karen Grigorjan (* 1968), armenischer Diplomat
- Karen Mnazakanjan (* 1977), armenischer Ringer
- Karen Movsesjan (* 1963), armenischer Schachspieler
- Karen Shahverdyan (* 1969), armenischer Maler
- Karen Swassjan (1948–2024), armenischer Literaturwissenschaftler
- Karen Ter-Martirosjan (1922–2005), sowjetischer Physiker